# Henrik Tallinder
Henrik Tallinder (10. ledna 1979, Stockholm, Švédsko) je bývalý švédský hokejový obránce.

## Hráčská kariéra
Do NHL byl draftován jako 48. hráč v pořadí týmem Buffalo Sabres, ve kterém také odehrál osm sezón. Tallinder se zúčastnil se švédským hokejovým družstvem olympijských her v roce 2010 ve Vancouveru, kde odehrál čtyři zápasy.
1. června 2010 podepsal s týmem New Jersey Devils čtyřletou smlouvu, která mu vynesla 13,5 milionů dolarů. 7. července 2013 byl švédský obránce vyměněn do Buffala za Rileyho Boychuka.

## Ocenění a úspěchy
- 2001 SM-liiga – Nejlepší střelec mezi obránci v playoff
- 2003 NHL – YoungStars Roster
- 2005 SEL – Nejlepší hráč v pobytu na ledě (+/-)
- 2006 NHL – Nejlepší obránce v pobytu na ledě v playoff (+/-)
- 2017 Liiga – All-Star Tým

## Prvenství
- Debut v NHL – 12. dubna 2002 (Buffalo Sabres proti Washington Capitals)
- První asistence v NHL – 23. listopadu 2002 (Boston Bruins proti Buffalo Sabres)
- První gól v NHL – 10. prosince 2002 (Buffalo Sabres proti Ottawa Senators, českému brankáři Martinu Pruskovi)

## Klubová statistika
| Sezóna              | Klub                | Soutěž              |     | Základní část | Základní část | Základní část | Základní část | Základní část |   | Play off | Play off | Play off | Play off | Play off |
| Sezóna              | Klub                | Soutěž              | Z   | G             | A             | B             | TM            | Z             | G | A        | B        | TM       |          |          |
| 1996–97             | AIK Ishockey        | J20                 | 28  | 2             | 6             | 8             | —             | —             | — | —        | —        | —        |          |          |
| 1996–97             | AIK Ishockey        | SEL                 | 1   | 0             | 0             | 0             | 0             | —             | — | —        | —        | —        |          |          |
| 1997–98             | AIK Ishockey        | SEL                 | 34  | 0             | 0             | 0             | 53            | —             | — | —        | —        | —        |          |          |
| 1997–98             | Piteå HC            | Div.I               | 6   | 1             | 2             | 3             | 5             | —             | — | —        | —        | —        |          |          |
| 1998–99             | AIK Ishockey        | SEL                 | 35  | 0             | 0             | 0             | 29            | —             | — | —        | —        | —        |          |          |
| 1999–00             | AIK Ishockey        | SEL                 | 50  | 0             | 2             | 2             | 59            | —             | — | —        | —        | —        |          |          |
| 2000–01             | Turun Palloseura    | SM-l                | 56  | 5             | 9             | 14            | 62            | 10            | 2 | 1        | 3        | 8        |          |          |
| 2001–02             | Buffalo Sabres      | NHL                 | 2   | 0             | 0             | 0             | 0             | —             | — | —        | —        | —        |          |          |
| 2001–02             | Rochester Americans | AHL                 | 73  | 6             | 14            | 20            | 26            | 2             | 0 | 0        | 0        | 0        |          |          |
| 2002–03             | Buffalo Sabres      | NHL                 | 46  | 3             | 10            | 13            | 28            | —             | — | —        | —        | —        |          |          |
| 2003–04             | Buffalo Sabres      | NHL                 | 72  | 1             | 9             | 10            | 26            | —             | — | —        | —        | —        |          |          |
| 2004–05             | Linköpings HC       | SEL                 | 44  | 6             | 10            | 16            | 63            | —             | — | —        | —        | —        |          |          |
| 2004–05             | SC Bern             | NLA                 | —   | —             | —             | —             | —             | 10            | 1 | 1        | 2        | 4        |          |          |
| 2005–06             | Buffalo Sabres      | NHL                 | 82  | 6             | 15            | 21            | 74            | 14            | 2 | 6        | 8        | 16       |          |          |
| 2006–07             | Buffalo Sabres      | NHL                 | 47  | 4             | 10            | 14            | 34            | 16            | 0 | 2        | 2        | 10       |          |          |
| 2007–08             | Buffalo Sabres      | NHL                 | 71  | 1             | 17            | 18            | 48            | —             | — | —        | —        | —        |          |          |
| 2008–09             | Buffalo Sabres      | NHL                 | 66  | 1             | 11            | 12            | 36            | —             | — | —        | —        | —        |          |          |
| 2009–10             | Buffalo Sabres      | NHL                 | 82  | 4             | 16            | 20            | 32            | 6             | 0 | 2        | 2        | 2        |          |          |
| 2010–11             | New Jersey Devils   | NHL                 | 82  | 5             | 11            | 16            | 40            | —             | — | —        | —        | —        |          |          |
| 2011–12             | New Jersey Devils   | NHL                 | 39  | 0             | 6             | 6             | 16            | 3             | 0 | 0        | 0        | 0        |          |          |
| 2012–13             | New Jersey Devils   | NHL                 | 25  | 1             | 3             | 4             | 10            | —             | — | —        | —        | —        |          |          |
| 2013–14             | Buffalo Sabres      | NHL                 | 64  | 2             | 6             | 8             | 34            | —             | — | —        | —        | —        |          |          |
| 2014–15             | Hartford Wolf Pack  | AHL                 | 4   | 0             | 1             | 1             | 0             | —             | — | —        | —        | —        |          |          |
| 2014–15             | ZSC Lions           | NLA                 | 16  | 1             | 3             | 4             | 12            | 18            | 0 | 3        | 3        | 24       |          |          |
| 2015–16             | Turun Palloseura    | Liiga               | 54  | 5             | 16            | 21            | 115           | 8             | 3 | 1        | 4        | 8        |          |          |
| 2016–17             | Turun Palloseura    | Liiga               | 59  | 10            | 19            | 29            | 65            | 6             | 1 | 2        | 3        | 0        |          |          |
| 2017–18             | Turun Palloseura    | Liiga               | 46  | 5             | 17            | 22            | 50            | 5             | 0 | 3        | 3        | 16       |          |          |
| Celkem v SEL        | Celkem v SEL        | Celkem v SEL        | 164 | 6             | 12            | 18            | 204           | —             | — | —        | —        | —        |          |          |
| Celkem v NHL        | Celkem v NHL        | Celkem v NHL        | 678 | 28            | 114           | 142           | 378           | 39            | 5 | 10       | 12       | 28       |          |          |
| Celkem v SM-l/Liiga | Celkem v SM-l/Liiga | Celkem v SM-l/Liiga | 215 | 25            | 61            | 86            | 292           | 29            | 6 | 7        | 13       | 32       |          |          |

## Reprezentace
| Rok                       | Tým                       | Soutěž                    | Z  | G | A | B | TM |
| ------------------------- | ------------------------- | ------------------------- | -- | - | - | - | -- |
| 1997                      | Švédsko 18                | MEJ                       | 4  | 0 | 0 | 0 | 0  |
| 1998                      | Švédsko 20                | MSJ                       | 7  | 1 | 0 | 1 | 6  |
| 1999                      | Švédsko 20                | MSJ                       | 3  | 0 | 0 | 0 | 2  |
| 2010                      | Švédsko                   | OH                        | 4  | 0 | 0 | 0 | 4  |
| 2013                      | Švédsko                   | MS                        | 10 | 1 | 2 | 3 | 18 |
| 2014                      | Švédsko                   | OH                        | 3  | 0 | 0 | 0 | 2  |
| Juniorská kariéra celkově | Juniorská kariéra celkově | Juniorská kariéra celkově | 14 | 1 | 0 | 1 | 8  |
| Seniorská kariéra celkově | Seniorská kariéra celkově | Seniorská kariéra celkově | 17 | 1 | 2 | 3 | 24 |